# Mireia Ingla i Mas
Pour les articles homonymes, voir Ingla et Mas.
Mireia Ingla i Mas, née le 18 juin 1967 à La Seu d'Urgell, est une avocate et femme politique espagnole, membre de la Gauche républicaine de Catalogne (ERC).

## Biographie
Elle est maire de Sant Cugat del Vallès, en Catalogne, de 2019 à 2023.